# Synsepalum cerasiferum
Synsepalum cerasiferum là một loài thực vật có hoa trong họ Hồng xiêm. Loài này được (Welw.) T.D.Penn. miêu tả khoa học đầu tiên năm 1991.